# La Filiale
Pour les articles homonymes, voir Filiale.
La Filiale (en russe : Филиал) est un récit de l'écrivain russe Sergueï Dovlatov écrit en 1987 à New York. La première édition a été réalisée par la revue Zvezda (en) dans son no 10 de 1989.
Ce récit est l'histoire pleine de tristesse et d'ironie d'un journaliste russe expatrié aux États-Unis qui se retrouve par hasard à Los Angeles où il retrouve une femme, son premier amour, qu'il a quitté vingt ans auparavant.

## Sujet
Le récit est écrit à la première personne dont on devine que c'est l'auteur Sergueï Dovlatov lui-même, dénommé Dalmatov dans le récit.
Au milieu des années 1980, Dalmatov a 45 ans. Il est marié et a deux enfants. Il a déjà travaillé dix ans à New York à la station de radio Nouvelle Vague, qui émet vers l'URSS. La rédaction l'envoie à Los Angeles pour le symposium des dissidents russes de Nouvelle Russie. Un matin d'été Dalmatov s'installe dans sa chambre à l'Hôtel Hilton. Dans l'après-midi, il observe avec ironie les querelles et chamailleries des dissidents originaires d'URSS. Le soir il retourne à l'hôtel pour boire un verre et réfléchir à l'absurdité de l'existence.
Un jour, vient frapper à la porte de sa chambre Tassia, son ex-femme quittée il y a vingt ans qui était son premier amour. Tassia est aussi immigrée en provenance d'URSS, elle vient de Cleveland pour participer au symposium. À l'en croire elle serait enceinte d'un certain Liova ou peut-être de quelqu'un d'autre. Elle décide de s'installer dans la chambre de Dalmatov.
Puis le récit alterne la description des scènes du symposium et l'évocation des souvenirs que les deux personnages ont de leur jeunesse à Leningrad.
Au mois d'août 1960, Dalmatov s'était inscrit à la faculté de philologie de l'Université d'État de Léningrad où il a rencontré Tassia, alors belle et grande jeune fille étudiante. Après c'est le restaurant, la visite au zoo, le premier baiser… la promenade sur la plage de Solnetchnoïe. Suit le bal des étudiants à Pavlosk, l'amour dans l'herbe humide, les nuitées dans les appartements des amis de Tassia...
« Nous avons vécu, je le répète, insouciants et gaiement. Nous allions souvent au restaurant. Presque tous les jours nous étions chez des amis en visite. »
Ces amis nantis, coquets et moqueurs de Tassia agacent Dalmatov. Lui-même n'a vécu que dans les tourments de l'amour, il a abandonné ses études, il est couvert de dettes. Il a finalement été exclu de l'université. Il prend en location une pièce de 6 mètres carrés dans un nouveau quartier de Léningrad. Un jour Tassia s'installe chez lui dans cette minuscule petite chambre. Leur relation est toujours passionnée mais, pour lui, angoissante. Une convocation du bureau militaire vient finalement couper ce nœud gordien et Dalmatov part au service militaire. À l'armée il n'écrit pas à Tassia...
« J'étais naïf, pur et plein d'idéalisme. Elle était cruelle, égocentrique et négligente. »
Los Angeles dans les années 1980. Le symposium suit son cours. Tassia offre un chiot teckel à Dalmatov. Ils vont tous deux à une réception mondaine à Beverly Hills. Dans une ambiance musicale, les invités déjeunent, puis les écrivains prennent successivement la parole, adoptent des résolutions, condamnent le stalinisme... À la fin de la soirée Tassia, inconstante, part avec Roald Manevitch, l'auteur d'un manuscrit intitulé Moi et l'Abîme et laisse Dalmatov en plan.
Le symposium touche à sa fin. Seize rapports sont présentés, les trois figures principales de la future Russie sont choisis parmi les candidats présentés. Bourdenko est élu comme premier ministre, Tchoudnovski est élu président de la Douma. Tassia, quant à elle, est nommée cheffe de la future opposition.
Dalmatov retourne à New York avec son chiot. Avant de la quitter il avoue son amour pour elle à Tassia. Mais, en sortant de l'hôtel :

« Soudain j'ai aperçu Tassia. Elle marchait bras dessus-bras dessous avec un Turc...Tassia est passée devant moi sans un regard. »